# Lauren Jauregui
Lauren Michelle Jauregui Morgado (27. lipnja 1996.) kubansko-američka je pjevačica i tekstopisac. Na glazbenoj sceni prvi se put pojavila 2012. godine na poznatom natjecateljskom showu "X-Factor". Nakon drugog kruga "boothcampa" eliminirana je kao solo pjevačica i stavljena u žensku glazbenu grupu Fifth Harmony. Dok je bila u Fifth Harmonyju radila je na solo projektima, ali potpuno im se posvetila nakon što je grupa najavila pauzu.

## Rani život
Lauren je rođena u Miamiju na Floridi. Njezini roditelji, Clara i Michael Jauregui, podrijetlom su s Kube, a preselili su se u SAD kad je Fidel Castro došao na vlast. Ima mlađeg brata i sestru, Chrisa i Taylor. 

## Karijera

### 2012: X-Factor
Lauren Jauregui se sa samo 16 godina prijavila na drugu sezonu showa ''The X Factor''. Nakon eliminacijskih krugova pojavila se na emitiranoj audiciji pred žirijem koji je oduševila svojom izvedbom pjesme If I Ain't Got You koji u originalu izvodi Alicia Keys. Nakon eliminacije u fazi 
"booothcampa" pozvana je natrag i stavljena u žensku vokalnu grupu s još četiri kandidatkinje: Ally Brooke, Normani Kordei, Dinah Jane i Camila Cabello
Isprva je grupa predstavljena pod imenom "Lylas" (kratica za Love You Like A Sister), zatim je ime nakratko promijenjeno u 1432, ali na kraju su gledatelji emisije odabrali ime Fifth Harmony.

### 2012-2018: Fifth Harmony
Grupa Fifth Harmony stigla je u finale showa The X Factor i osvojila treće mjesto. U ožujku 2013. grupa potpisuje ugovor s diskografskim kućama Syco Music i Epic Records. Fifth Harmony nastavlja svoj rad s objavljivanjem obrada poznatih hitova na njihovom Youtube kanalu čime zadobiju pohvale velikih umjetnika poput Ed Sheereana i Ariane Grande. 22.listopada 2013, izdaju EP "Better Together" koji je popraćen malom turnejom po trgovačkim centrima diljem SAD-a. Na početku 2014. potvrđeno je da su započele snimati svoj prvi album koji zbog odgoda ne izlazi sve do 3. veljače 2015. Album je popraćen velikim uspjehom i kasnije te godine Billbord im uručuje nagradu "Group of the Year" na ceremoniji najuspješnijih žena. Njihov drugi album nosi ima "7/27" po danu na koji su formirane kao grupa. Nadmašuju uspjeh prošlog albuma s nagrađivanim hitom Work From Home na kojem surađuju s poznatim umjetnikom Ty Dolla Sign. Nakon odlaska Camile Cabello, Fifth Harmony izdaje još jedan album prije nego što najavljuje neodređenu pauzu. Ta vijest je popraćena njihovim posljednjim singlom Don't Say You Love Me.

### 2016-danas: Solo karijera
Nakon drugog albuma Fifth Hamony, Lauren započinje s radom na solo projektima. U prosincu 2016. Lauren Jauregui i Marian Hill surađuju na pjesmi Back To Me. Jauregui kaže kako je napisati pjesmu i formirati iskrenu povezanost takvim umjetnicima čast. 
Krajem 2016. Lauren Jauregui je imenovana najprivlačnijom ženom na AfterEllen top 100 listi godine. U svibnju 2017. dobiva nagradu "Celebrity of the Year" na British LGBT Awards. 

## Filmografija
| Godina    | Naziv                         | Uloga | Bilješka                           |
| --------- | ----------------------------- | ----- | ---------------------------------- |
| 2012-2013 | The X Factor U.S.             | Sebe  | 22 epizode(2012), 1 epizoda(2013)  |
| 2014      | Faking It                     | Sebe  | Epizoda: The Ecstasy and the Agony |
| 2015      | Barbie:Life in the Dreamhouse | Sebe  | Epizoda: Sisters' Fun Day          |
| 2016      | The Ride                      | Sebe  | Epizoda: Fifth Harmony             |
| 2018      | Lip Sync Battle               | Sebe  | Epizoda: Fifth Harmony             |
| 2018      | Sugar                         | Sebe  | 1 epizoda                          |

## Vanjske poveznice
- Službena stranica
- Službeni kanal na YouTubeu
- Službeni kanal na Spotifyu